# Esperimento di cancellazione quantistica
Con esperimento di cancellazione quantistica ci si riferisce a una tipologia di esperimenti della doppia fenditura in cui viene introdotta un'informazione sul tragitto dei fotoni con una modalità tale per cui il sistema sia reversibile, ovvero l'informazione sia cancellabile.

## Premessa
L'esperimento della doppia fenditura viene considerato di capitale importanza in meccanica quantistica in quanto consente di dimostrare la dualità onda-corpuscolo, aspetto fondamentale della teoria, oltre a confermare il principio cardine di complementarità. Quest'ultimo viene evidenziato nel momento in cui l'esperimento viene modificato acquisendo la conoscenza del percorso della particella, cioè di quale delle due fenditure essa abbia attraversato, ciò che comporta la scomparsa della figura d'interferenza riconducendone il comportamento al solo aspetto corpuscolare. Per lungo tempo si discusse su quale fosse la ragione fisica della complementarità e l'opinione più diffusa, sostenuta in particolare da Richard Feynman, fu che qualunque strumento aggiunto all'esperimento avrebbe influenzato la particella di un valore minimo non eliminabile secondo il principio di indeterminazione provocando la scomparsa della figura di interferenza.

## Cancellazione
All'inizio degli anni 80 i fisici Marlan O. Schully e Kay Druhl notarono, in base a un esperimento mentale, come non fosse  necessario modificare fisicamente l'apparato sperimentale per provocare la scomparsa dell'interferenza, ma la sola possibilità di acquisire l'informazione avrebbe ottenuto lo stesso risultato. Questa prospettiva (confermata circa un decennio dopo da un esperimento reale di ottica quantistica) aprì le porte a un'ulteriore e ancor più sorprendente riflessione: se la sola possibilità di ottenere una misura modificava l'esito dell'esperimento, allora poteva risultare possibile verificare se l'eliminazione della possibilità, ovvero la sua cancellazione (operando una particolare scelta ritardata), consentiva di ripristinare la condizione iniziale e di conseguenza ottenere la ricomparsa del fenomeno di interferenza
Da un punto di vista concettuale il risultato poteva essere raggiunto "marcando" i singoli fotoni con una sorta di "etichetta", rendendoli riconoscibili in base al percorso seguito solo in seguito a un'operazione di misura, ma facendo sì che tale caratteristica non venisse svelata, cioè la misura non venisse eseguita, e che l'etichettatura stessa venisse rimossa prima della rilevazione del fotone sullo schermo.
I due autori furono in grado di dimostrare teoricamente che cancellando l'informazione contenuta nei fotoni sarebbe stato effettivamente possibile osservare nuovamente le frange d'interferenza al posto della chiazza di luce relativamente uniforme tipica dei corpuscoli. Questo fu il contenuto del loro famoso articolo del 1982.
Tale fatto ha un significato rivoluzionario soprattutto in quanto dimostrerebbe la reversibilità del collasso della funzione d'onda, fenomeno che era stato fino a quel momento ritenuto non modificabile nell'ambito del singolo processo sperimentale secondo i dettami dell'interpretazione di Copenaghen.
Successivamente, nel 1991, lo stesso Schully, insieme a Walter ed Englert, propose un nuovo esperimento mentale, con nuove caratteristiche tecnico-teoriche, che, oltre a confermare l'esito del primo esperimento, consentiva secondo gli autori di dimostrare in modo più specifico come la ragione fisica della complementarità non risieda nel principio di indeterminazione bensì nel fenomeno della correlazione quantistica.

## Cancellazione ritardata
Un altro e forse più stupefacente aspetto della meccanica quantistica venne proposto già nel 1978 da John Archibald Wheeler con l'introduzione del concetto di scelta ritardata. Lo scienziato statunitense estremizzò in qualche modo l'esperimento della doppia fenditura proponendo un esperimento mentale basato su un meccanismo astrofisico equivalente, in cui l'inserimento o meno dell'osservazione del fotone prima della sua rilevazione sullo schermo, e quindi il mantenimento o la distruzione della figura di interferenza, poteva teoricamente avvenire a una distanza di tempo grandissima rispetto al momento in cui il fotone stesso attraversava le fenditure. Sembrava in tal modo che un'azione nel presente potesse modificare un evento passato violando apparentemente il principio di causalità. Un esperimento reale, anche se non su scala cosmica, è stato eseguito sfruttando un particolare tipo di interferometro, ottenendo una condizione equivalente alle due fenditure e dimostrando gli effetti della scelta ritardata. L'idea di Wheeler fornì la possibilità di esperimenti di cancellazione  a scelta ritardata, che vennero effettivamente eseguiti a partire dagli anni 2000 confermando le previsioni teoriche.